# Campeonato de Fútbol del Guayas 1956
El Campeonato de Fútbol del Guayas de 1956, más conocido como la Copa de Guayaquil 1956, fue la sexta edición de los campeonatos semiprofesionales del Guayas, dicho torneo fue organizado por la ASOGUAYAS. este sería el primer torneo en la cual se jugaría con 7 participantes es además el primer torneo a nivel profesional que lo gana el Emelec, cabe reseñar como anécdota que este sería la primera vez que un club como fue el Norte América que tendría la peor campaña ya que solamente en todo el torneo obtendría solo un punto obtenido de un empate y no ganaría ningún encuentro.
El Emelec obtendría por primera vez su obtendría su primer título en este torneo mientras que el Barcelona obtendría su tercer subcampeonato.

## Formato del Torneo
El campeonato de Guayaquil de 1956 se jugara de la siguiente manera:
Primera Etapa
Se jugara 1° fechas en total en partidos de ida y vuelta, en la cual los primeros equipos mejor ubicados serán los que clasifiquen al cuadrangular final para definir al campeón e subcampeón, en el caso del descenso se lo definirá al equipo que termine último de la tabla general.
Segunda Etapa
La segunda etapa o cuadrangular final se jugara a una sola vuelta entre los equipos que se hayan mejor ubicados entre los 4 primeros puestos de la primera etapa para definir al ganador se lo dará a conocer por medio de las dos tablas.

## Equipos
| Equipo        | Ciudad            | Estadio                      | Capacidad    |
| ------------- | ----------------- | ---------------------------- | ------------ |
| Barcelona     | Guayaquil         | George Capwell Ramón Unamuno | 11.000 5.000 |
| Emelec        | Guayaquil         | George Capwell Ramón Unamuno | 11.000 5.000 |
| Patria        | Guayaquil         | George Capwell Ramón Unamuno | 11.000 5.000 |
| 9 de Octubre  | Guayaquil         | George Capwell Ramón Unamuno | 11.000 5.000 |
| Norte América | Guayaquil         | George Capwell Ramón Unamuno | 11.000 5.000 |
| Everest       | Guayaquil         | George Capwell Ramón Unamuno | 11.000 5.000 |
| U.D. Valdez   | Milagro Guayaquil | George Capwell Ramón Unamuno | 11.000 5.000 |

## Primera Etapa

### Partidos y resultados
| Fecha 1      | Fecha 1   | Fecha 1          |
| Equipo Local | Resultado | Equipo Visitante |
| ------------ | --------- | ---------------- |
| Emelec       | 1-2       | Everest          |
| UD.Valdez    | 1-2       | 9 de Octubre     |
| Patria       | 3-0       | Barcelona        |

| Fecha 2      | Fecha 2   | Fecha 2          |
| Equipo Local | Resultado | Equipo Visitante |
| ------------ | --------- | ---------------- |
| Barcelona    | 2-0       | 9 de Octubre     |
| Everest      | 1-2       | UD.Valdez        |
| Norteamérica | 2-3       | Emelec           |

| Fecha 3      | Fecha 3   | Fecha 3          |
| Equipo Local | Resultado | Equipo Visitante |
| ------------ | --------- | ---------------- |
| Barcelona    | 2-1       | UD.Valdez        |
| Emelec       | 3-0       | 9 de Octubre     |
| Patria       | 3-1       | Norteamérica     |

| Fecha 4      | Fecha 4   | Fecha 4          |
| Equipo Local | Resultado | Equipo Visitante |
| ------------ | --------- | ---------------- |
| 9 de Octubre | 0-1       | Everest          |
| Norteamérica | 0-6       | Barcelona        |
| Patria       | 1-0       | UD.Valdez        |

| Fecha 5      | Fecha 5   | Fecha 5          |
| Equipo Local | Resultado | Equipo Visitante |
| ------------ | --------- | ---------------- |
| Emelec       | 3-2       | UD.Valdez        |
| 9 de Octubre | 2-1       | Norteamérica     |
| Everest      | 1-1       | Patria           |

| Fecha 6      | Fecha 6   | Fecha 6          |
| Equipo Local | Resultado | Equipo Visitante |
| ------------ | --------- | ---------------- |
| Barcelona    | 2-1       | Everest          |
| Patria       | 2-3       | Emelec           |
| Norteamérica | 0-2       | UD.Valdez        |

| Fecha 7      | Fecha 7   | Fecha 7          |
| Equipo Local | Resultado | Equipo Visitante |
| ------------ | --------- | ---------------- |
| Emelec       | 0-2       | Barcelona        |
| 9 de Octubre | 2-1       | Patria           |
| Norteamérica | 0-1       | Everest          |

| Fecha 8      | Fecha 8   | Fecha 8          |
| Equipo Local | Resultado | Equipo Visitante |
| ------------ | --------- | ---------------- |
| Barcelona    | 0-1       | Patria           |
| 9 de Octubre | 4-0       | UD.Valdez        |
| Everest      | 1-2       | Emelec           |

| Fecha 9      | Fecha 9   | Fecha 9          |
| Equipo Local | Resultado | Equipo Visitante |
| ------------ | --------- | ---------------- |
| Emelec       | 3-0       | Norteamérica     |
| 9 de Octubre | 2-2       | Barcelona        |
| UD.Valdez    | 1-0       | Everest          |

| Fecha 10     | Fecha 10  | Fecha 10         |
| Equipo Local | Resultado | Equipo Visitante |
| ------------ | --------- | ---------------- |
| UD.Valdez    | 4-1       | Barcelona        |
| 9 de Octubre | 1-0       | Emelec           |
| Norteamérica | 2-2       | Patria           |

| Fecha 11     | Fecha 11  | Fecha 11         |
| Equipo Local | Resultado | Equipo Visitante |
| ------------ | --------- | ---------------- |
| Barcelona    | 2-0       | Norteamérica     |
| UD.Valdez    | 1-0       | Patria           |
| Everest      | 4-0       | 9 de Octubre     |

| Fecha 12     | Fecha 12  | Fecha 12         |
| Equipo Local | Resultado | Equipo Visitante |
| ------------ | --------- | ---------------- |
| Patria       | 2-0       | Everest          |
| Norteamérica | 0-1       | 9 de Octubre     |
| UD.Valdez    | 2-1       | Emelec           |

| Fecha 13     | Fecha 13  | Fecha 13         |
| Equipo Local | Resultado | Equipo Visitante |
| ------------ | --------- | ---------------- |
| Emelec       | 4-1       | Patria           |
| Everest      | 2-1       | Barcelona        |
| UD..Valdez   | 2-0       | Norteamérica     |

| Fecha 14     | Fecha 14  | Fecha 14         |
| Equipo Local | Resultado | Equipo Visitante |
| ------------ | --------- | ---------------- |
| Barcelona    | 1-1       | Emelec           |
| Patria       | 3-1       | 9 de Octubre     |
| Everest      | 2-1       | Norteamérica     |

#### Tabla de posiciones
| Pos | Equipo        | Pts | PJ | PG | PE | PP | GF | GC | Dif |
| --- | ------------- | --- | -- | -- | -- | -- | -- | -- | --- |
| 1º  | Emelec        | 15  | 12 | 7  | 1  | 4  | 20 | 14 | +6  |
| 2º  | Barcelona     | 14  | 12 | 6  | 2  | 4  | 11 | 13 | -2  |
| 3º  | Patria        | 13  | 12 | 6  | 1  | 5  | 22 | 4  | +18 |
| 4º  | U.D. Valdez   | 13  | 12 | 6  | 1  | 5  | 17 | 12 | +5  |
| 5º  | Everest       | 13  | 12 | 6  | 1  | 5  | 16 | 13 | +3  |
| 6º  | 9 de Octubre  | 13  | 12 | 6  | 1  | 5  | 17 | 18 | -1  |
| 7º  | Norte América | 1   | 12 | 0  | 1  | 11 | 7  | 32 | -25 |

 Pts=Puntos; PJ=Partidos jugados; G=Partidos ganados; E=Partidos empatados; P=Partidos perdidos; GF=Goles a favor; GC=Goles en contra; Dif=Diferencia de gol
|  | Clasificaron al Cuadrangular Final |
|  | Descendió a Serie B.               |

## Cuadrangular Final
Tras finalizarse la 1ª fase se dio a conocer quienes serían los cuatro equipos mejor ubicados es por ello que se jugaran a una sola vuelta para definir al campeón de la temporada 1956

### Partidos y resultados
| Fecha 1      | Fecha 1   | Fecha 1          |
| Equipo Local | Resultado | Equipo Visitante |
| ------------ | --------- | ---------------- |
| Barcelona    | 4-0       | Patria           |
| Emelec       | 1-0       | UD.Valdez        |

| Fecha 2      | Fecha 2   | Fecha 2          |
| Equipo Local | Resultado | Equipo Visitante |
| ------------ | --------- | ---------------- |
| Barcelona    | 4-0       | UD.Valdez        |
| Emelec       | 1-0       | Patria           |

| Fecha 3      | Fecha 3   | Fecha 3          |
| Equipo Local | Resultado | Equipo Visitante |
| ------------ | --------- | ---------------- |
| Barcelona    | 2-2       | Emelec           |
| UD.Valdez    | 6-1       | Patria           |

#### Tabla de posiciones
| Pos | Equipo      | Pts | PJ | PG | PE | PP | GF | GC | Dif |
| --- | ----------- | --- | -- | -- | -- | -- | -- | -- | --- |
| 1º  | Emelec      | 20  | 15 | 9  | 2  | 4  | 24 | 16 | +8  |
| 2º  | Barcelona   | 19  | 15 | 8  | 3  | 4  | 21 | 15 | +6  |
| 3º  | U.D. Valdez | 15  | 15 | 7  | 1  | 7  | 23 | 18 | +5  |
| 4º  | Patria      | 13  | 15 | 6  | 1  | 8  | 28 | 15 | +8  |

 Pts=Puntos; PJ=Partidos jugados; G=Partidos ganados; E=Partidos empatados; P=Partidos perdidos; GF=Goles a favor; GC=Goles en contra; Dif=Diferencia de gol
|  | Campeón.    |
|  | Subcampeón. |

## Campeón
|                            |
| Campeón Emelec 1.er Título |